# Базијак
Базијак (фр. Bazillac) насеље је и општина у јужној Француској у региону Миди Пирене, у департману Горњи Пиринеји која припада префектури Тарб.
По подацима из 2011. године у општини је живело 326 становника, а густина насељености је износила 31,71 становника/km². Општина се простире на површини од 10,28 km². Налази се на средњој надморској висини од 230 метара (максималној 239 m, а минималној 222 m).

## Демографија
| 1962. | 1968. | 1975. | 1982. | 1990. | 1999. | 2011. |
| ----- | ----- | ----- | ----- | ----- | ----- | ----- |
| 314   | 335   | 319   | 352   | 317   | 304   | 326   |

График промене броја становника у току последњих година